# Fire Country
Fire Country es una serie dramática de televisión estadounidense producida por Jerry Bruckheimer para CBS, protagonizada por Max Thieriot. Se estrenó el 7 de octubre de 2022. En marzo de 2024, la serie fue renovada para una tercera temporada que se estrenó el 18 de octubre de 2024. En febrero de 2025, la serie fue renovada para una cuarta temporada.

## Premisa
Bode Donovan es un joven convicto con un pasado problemático. Con la esperanza de redimirse y acortar su sentencia de prisión, se une a un programa de extinción de incendios en prisión en el norte de California. Termina siendo asignado a su ciudad natal, donde debe trabajar junto a antiguos amigos, otros reclusos y bomberos de élite para apagar los enormes incendios que asolan la región.

## Elenco

### Principales
- Max Thieriot como Bode Donovan / Bode Leone
- Kevin Alejandro como Manny Perez
- Jordan Calloway como Jake Crawford
- Stephanie Arcila como Gabriella Perez (temporadas 1-3)[4]
- Jules Latimer como Eve Edwards
- Diane Farr como Sharon Leone
- Billy Burke como Vince Leone (temporadas 1-3)[4]

### Recurrente
- W. Tré Davis como Freddy Mills
- Michael Trucco como Luke
- Jade Pettyjohn como Riley Leone
- Sabina Gadecki como Cara
- April Amber Telek como Dolly Burnet
- Aaron Pearl como Paulie Burnett
- Zach Tinker como Collin O'Reilly
- Katrina Reynolds como Cookie

## Episodios
| Temporada | Temporada | Episodios | Episodios | Emisión original      | Emisión original    |
| Temporada | Temporada | Episodios | Episodios | Primera emisión       | Última emisión      |
| --------- | --------- | --------- | --------- | --------------------- | ------------------- |
|           | 1         | 22        | 22        | 7 de octubre de 2022  | 19 de mayo de 2023  |
|           | 2         | 10        | 10        | 16 de febrero de 2024 | 17 de mayo de 2024  |
|           | 3         | 20        | 20        | 18 de octubre de 2024 | 25 de abril de 2025 |

### Primera temporada (2022–23)
| N.º en serie | N.º en temp. | Título                          | Dirigido por        | Escrito por                                                                            | Fecha de emisión original | Audiencia (millones) |
| ------------ | ------------ | ------------------------------- | ------------------- | -------------------------------------------------------------------------------------- | ------------------------- | -------------------- |
| 1            | 1            | «Pilot»                         | James Strong        | Guion de: Joan Rater y Tony Phelan Historia de: Joan Rater, Tony Phelan y Max Thieriot | 7 de octubre de 2022      | 5.91                 |
| 2            | 2            | «The Fresh Prince of Edgewater» | Dermott Downes      | Natalia Fernandez                                                                      | 14 de octubre de 2022     | 5.80                 |
| 3            | 3            | «Where There's Smoke...»        | Eagle Egilsson      | David Gould                                                                            | 21 de octubre de 2022     | 5.26                 |
| 4            | 4            | «Work, Don't Worry»             | Jacquie Gould       | Tonya Kong                                                                             | 28 de octubre de 2022     | 5.30                 |
| 5            | 5            | «Get Some, Be Safe»             | Gonzalo Amat        | Barbara Kaye Friend                                                                    | 4 de noviembre de 2022    | 5.53                 |
| 6            | 6            | «Like Old Times»                | Erica Watson        | Sara Casey y Manuel Herrera                                                            | 18 de noviembre de 2022   | 5.47                 |
| 7            | 7            | «Happy to Help»                 | Antonio Negret      | Dwain Worrell                                                                          | 2 de diciembre de 2022    | 5.46                 |
| 8            | 8            | «Bad Guy»                       | Kevin Alejandro     | Tia Napolitano                                                                         | 9 de diciembre de 2022    | 5.59                 |
| 9            | 9            | «No Good Deed»                  | Sarah Wayne Callies | Tia Napolitano y Julia Fontana                                                         | 6 de enero de 2023        | 6.57                 |
| 10           | 10           | «Get Your Hopes Up»             | Laura Nisbet Peters | Natalia Fernandez                                                                      | 13 de enero de 2023       | 5.95                 |
| 11           | 11           | «Mama Bear»                     | Anton Cropper       | David Gould                                                                            | 20 de enero de 2023       | 6.10                 |
| 12           | 12           | «Two Pink Lines»                | Dermott Downs       | Joan Rater y Tony Phelan                                                               | 29 de enero de 2023       | 10.08                |
| 13           | 13           | «You Know Your Dragon Best»     | Marie Jamora        | Tia Napolitano y Barbara Kaye Friend                                                   | 3 de febrero de 2023      | 6.37                 |
| 14           | 14           | «A Fair to Remember»            | Kantu Lentz         | Sara Casey y Manuel Herrera                                                            | 10 de febrero de 2023     | 6.49                 |
| 15           | 15           | «False Promises»                | C. Chi-Yoon Chung   | Natalia Fernandez                                                                      | 3 de marzo de 2023        | 6.00                 |
| 16           | 16           | «My Kinda Leader»               | Eagle Egilsson      | Dwain Worrell                                                                          | 10 de marzo de 2023       | 5.59                 |
| 17           | 17           | «A Cry for Help»                | Gonzalo Amat        | Julia Fontana                                                                          | 31 de marzo de 2023       | 5.27                 |
| 18           | 18           | «Off the Rails»                 | Bill Purple         | Tia Napolitano y David Gould                                                           | 7 de abril de 2023        | 6.09                 |
| 19           | 19           | «Watch Your Step»               | Lisa Demaine        | Joelle Garfinkel                                                                       | 21 de abril de 2023       | 5.82                 |
| 20           | 20           | «At the End of My Rope»         | Joy Lane            | Julia Fontana y Barbara Kaye Friend                                                    | 5 de mayo de 2023         | 5.32                 |
| 21           | 21           | «Backfire»                      | Max Thieriot        | David Gould                                                                            | 12 de mayo de 2023        | 5.06                 |
| 22           | 22           | «I Know It Feels Impossible»    | Dermott Downes      | Tia Napolitano                                                                         | 19 de mayo de 2023        | 5.32                 |

### Segunda temporada (2024)
| N.º en serie | N.º en temp. | Título                       | Dirigido por        | Escrito por                                                                            | Fecha de emisión original | Audiencia (millones) |
| ------------ | ------------ | ---------------------------- | ------------------- | -------------------------------------------------------------------------------------- | ------------------------- | -------------------- |
| 23           | 1            | «Something's Coming»         | Bill Purple         | Tia Napolitano                                                                         | 16 de febrero de 2024     | 5.71                 |
| 24           | 2            | «Like Breathing Again»       | Kevin Alejandro     | Natalia Fernández                                                                      | 23 de febrero de 2024     | 5.23                 |
| 25           | 3            | «See You Next Apocalypse»    | Kantu Lentz         | Dwain Worrell                                                                          | 1 de marzo de 2024        | 5.25                 |
| 26           | 4            | «Too Many Unknowns»          | Nicole Rubio        | Barbara Kaye Friend                                                                    | 15 de marzo de 2024       | 5.06                 |
| 27           | 5            | «This Storm Will Pass»       | Eagle Egilsson      | David Gould                                                                            | 5 de abril de 2024        | 4.95                 |
| 28           | 6            | «Alert the Sheriff»          | Max Thieriot        | Guion de: Joan Rater y Tony Phelan Historia de: Joan Rater, Tony Phelan y Max Thieriot | 12 de abril de 2024       | 5.05                 |
| 29           | 7            | «A Hail Mary»                | Marie Jamora        | Sara Casey y Manuel Herrera                                                            | 26 de abril de 2024       | 5.06                 |
| 30           | 8            | «It's Not Over»              | Gonzalo Amat        | India Gurley                                                                           | 3 de mayo de 2024         | 5.00                 |
| 31           | 9            | «No Future, No Consequences» | Sarah Wayne Callies | Anupam Nigam                                                                           | 10 de mayo de 2024        | 4.67                 |
| 32           | 10           | «I Do»                       | Bill Purple         | Tia Napolitano y William Harper                                                        | 17 de mayo de 2024        | 5.22                 |

### Tercera temporada (2024–25)
| N.º en serie | N.º en temp. | Título                               | Dirigido por        | Escrito por                                           | Fecha de emisión original | Audiencia (millones) |
| ------------ | ------------ | ------------------------------------ | ------------------- | ----------------------------------------------------- | ------------------------- | -------------------- |
| 33           | 1            | «What the Bride Said»                | Bill Purple         | Tia Napolitano                                        | 18 de octubre de 2024     | 4.55                 |
| 34           | 2            | «Firing Squad»                       | Gonzalo Amat        | Anupam Nigam                                          | 25 de octubre de 2024     | 4.33                 |
| 35           | 3            | «Welcome to the Cult»                | Diane Farr          | Tia Napolitano y Barbara Kaye Friend                  | 1 de noviembre de 2024    | 4.60                 |
| 36           | 4            | «Keep Your Cool»                     | Nicole Rubio        | India Gurley                                          | 8 de noviembre de 2024    | 4.46                 |
| 37           | 5            | «Edgewater's About to Get Real Cozy» | Mark Tonderai       | Jen Klein                                             | 15 de noviembre de 2024   | 4.26                 |
| 38           | 6            | «Not Without My Birds»               | Alexis Ostrander    | Guion de: Barbara Kaye Friend Historia de: Joe Hortua | 22 de noviembre de 2024   | 4.74                 |
| 39           | 7            | «False Alarm»                        | Sarah Wayne Callies | Jacqueline Furnare Donabedian                         | 6 de diciembre de 2024    | 4.51                 |
| 40           | 8            | «Promise Me»                         | Eagle Egilsson      | Joe Hortua                                            | 13 de diciembre de 2024   | 4.54                 |
| 41           | 9            | «Coming in Hot»                      | Kevin Alejandro     | Tia Napolitano                                        | 31 de enero de 2025       | 3.80                 |
| 42           | 10           | «The Leone Way»                      | Rubin Garcia        | Sara Casey y Manuel Herrera                           | 7 de febrero de 2025      | 4.34                 |
| 43           | 11           | «Fare Thee Well»                     | Desdemona Chiang    | Anupam Nigam                                          | 14 de febrero de 2025     | 4.10                 |
| 44           | 12           | «I'm The One Who Just Goes Away»     | Bill Purple         | Jen Klein                                             | 21 de febrero de 2025     | 4.47                 |
| 45           | 13           | «My Team»                            | Kate Phelan         | Barbara Kaye Friend                                   | 28 de febrero de 2025     | 4.29                 |
| 46           | 14           | «Death Trap»                         | Leslie Alejandro    | Carrie Williams                                       | 7 de marzo de 2025        | 4.12                 |
| 47           | 15           | «One Last Time»                      | Jason Hellmann      | Joe Hortua                                            | 14 de marzo de 2025       | 4.24                 |
| 48           | 16           | «Dirty Money»                        | James Strong        | Joan Rater y Tony Phelan                              | 4 de abril de 2025        | 4.00                 |
| 49           | 17           | «Fire and Ice»                       | Gabriel Correa      | Sara Casey y Manuel Herrera                           | 11 de abril de 2025       | 4.21                 |
| 50           | 18           | «Eyes and Ears Everywhere»           | Freddie Highmore    | Nick Spates                                           | 18 de abril de 2025       | 4.30                 |
| 51           | 19           | «A Change in the Wind»               | Max Thieriot        | Jen Klein                                             | 25 de abril de 2025       | 3.97                 |
| 52           | 20           | «I'd Do It Again»                    | Bill Purple         | Tia Napolitano                                        | 25 de abril de 2025       | 3.97                 |

## Producción

### Desarrollo
En noviembre de 2021, CBS anunció que estaba desarrollando una serie con Max Thieriot, Tony Phelan y Joan Rater basada en las experiencias de Thieriot al crecer en la zona de incendios del norte de California. La serie llevó por título provisional Cal Fire. El 4 de febrero de 2020, se anunció que CBS había ordenado la producción de un piloto. El piloto fue escrito por Phelan y Rater, con Thieriot como coguionista, y dirigido por James Strong. En mayo de 2022, se anunció que se había ordenado la serie, ahora titulada Fire Country. La serie se estrenó el 7 de octubre de 2022. El 19 de octubre de 2022, la serie recibió una orden de temporada completa. El 6 de enero de 2023, CBS renovó la serie para una segunda temporada. La segunda temporada se estrenó el 16 de febrero de 2024. El 12 de marzo de 2024, CBS renovó la serie para una tercera temporada. La tercera temporada se estrenó el 18 de octubre de 2024. El 20 de febrero de 2025, CBS renovó la serie para una cuarta temporada.

### Casting
En febrero de 2022, se anunció a Thieriot como protagonista de la serie. En marzo de 2022, Billy Burke y Kevin Alejandro se unieron al elenco principal. Días después, se anunció que Diane Farr, Jordan Calloway, Stephanie Arcila y Jules Latimer se habían unido al elenco principal. En septiembre de 2022, Michael Trucco se unió al elenco en un papel recurrente. En enero de 2023, se informó de que Zach Tinker se unía al reparto en un papel no revelado. En marzo de 2023, se anunció la incorporación de Rebecca Mader y Kanoa Goo en papeles recurrentes. En diciembre de 2023, se informó de que Rafael de la Fuente se unía al reparto en un papel recurrente para la segunda temporada. El 15 de diciembre de 2023, se informó de que se estaba realizando un proceso de selección para un nuevo personaje de la segunda temporada (una mujer sheriff), que posiblemente sea la protagonista de una serie derivada (o se convierta en una personaje regular). El 19 de diciembre de 2023, se informó de que Tye White y Jason O'Mara también se unirían al reparto de forma recurrente para la segunda temporada. El 1 de agosto de 2024, Leven Rambin fue elegido para un papel recurrente en la tercera temporada.

### Rodaje
El rodaje de la serie comenzó el 21 de julio de 2022 en Vancouver, Canadá, y concluyó el 5 de abril de 2023. La serie utiliza el cercano pueblo de Fort Langley para representar la ciudad ficticia de Edgewater, en el norte de California. Además, las tomas de la ciudad de Edgewood se rodaron en Rio Dell, en el condado de Humboldt, California, donde se desarrolla la serie.

## Recepción

### Críticas
En Rotten Tomatoes la serie tiene un índice de aprobación del 50%, basado en 8 reseñas, con una calificación promedio de 4.3/10. En Metacritic, tiene puntaje promedio de 55 sobre 100 en ponderación, basada en 5 reseñas, lo que indica «críticas mixtas o medias».
Katie Dowd, que escribía para SFGATE, acusó a Fire Country de ser explotador e «inexacto».

### Respuesta de Cal Fire
Antes del estreno de la serie, el jefe de Cal Fire, Joe Tyler, emitió un comunicado en el que negaba cualquier implicación en la creación de la serie, afirmando que «esta serie de televisión es una tergiversación del departamento de bomberos profesional para todo tipo de riesgos y de la agencia de protección de recursos que es Cal Fire.» Se puso especial objeción a una escena del tráiler de la serie en la que aparece un recluso luchando contra un miembro de Cal Fire.
Tim Edwards, presidente del sindicato de Cal Fire, Local 2881, añadió que «hemos hablado con nuestro equipo legal y no podemos impedir que la serie se emita o que se utilice el nombre de Cal Fire.» Se intentó exigir legalmente un disclaimer antes y después de cada episodio que desautorizara la participación de Cal Fire, pero no se consiguió.  Después de ver el piloto completo, Edwards continuó desaprobando el programa y añadió críticas sobre el hecho de que los reclusos no fueran castigados por múltiples infracciones de las normas que normalmente supondrían el regreso inmediato a prisión.
La showrunner del programa, Tia Napolitano, respondió a las críticas diciendo: «No he recibido casi ninguna respuesta. Sé que estamos haciendo un programa de entretenimiento. No es un documental. Lo hacemos lo mejor que podemos». Jeff Snider, bombero jubilado y uno de los consultores de la serie, señaló que el Departamento de Policía de Nueva York no hacía comentarios sobre el realismo de Law & Order y dijo que la inusual respuesta de Cal Fire se debía a que «en general, los bomberos somos muy buenos encontrando los defectos de los demás».

### Audiencias

#### Temporada 1
| N.º | Título                          | Fecha de emisión        | ÍA (18–49) | Audiencia (millones) | DVR (18–49) | Audiencia DVR (millones) | Total (18–49) | Audiencia total (millones) |
| --- | ------------------------------- | ----------------------- | ---------- | -------------------- | ----------- | ------------------------ | ------------- | -------------------------- |
| 1   | «Pilot»                         | 7 de octubre de 2022    | 0.4        | 5.91                 | 0.3         | 2.35                     | 0.7           | 8.26                       |
| 2   | «The Fresh Prince of Edgewater» | 14 de octubre de 2022   | 0.5        | 5.80                 | 0.3         | 2.45                     | 0.7           | 8.25                       |
| 3   | «Where There's Smoke...»        | 21 de octubre de 2022   | 0.5        | 5.26                 | 0.3         | 2.14                     | 0.7           | 7.39                       |
| 4   | «Work, Don't Worry»             | 28 de octubre de 2022   | 0.5        | 5.30                 | 0.3         | 2.59                     | 0.8           | 7.89                       |
| 5   | «Get Some, Be Safe»             | 4 de noviembre de 2022  | 0.4        | 5.53                 | 0.3         | 2.45                     | 0.7           | 7.98                       |
| 6   | «Like Old Times»                | 18 de noviembre de 2022 | 0.4        | 5.47                 | —           | —                        | —             | —                          |
| 7   | «Happy to Help»                 | 2 de diciembre de 2022  | 0.4        | 5.46                 | —           | —                        | —             | —                          |
| 8   | «Bad Guy»                       | 9 de diciembre de 2022  | 0.4        | 5.59                 | —           | —                        | —             | —                          |
| 9   | «No Good Deed»                  | 6 de enero de 2023      | 0.6        | 6.57                 | 0.3         | 2.43                     | 0.9           | 9.00                       |
| 10  | «Get Your Hopes Up»             | 13 de enero de 2023     | 0.5        | 5.95                 | 0.3         | 2.46                     | 0.8           | 8.41                       |
| 11  | «Mama Bear»                     | 20 de enero de 2023     | 0.5        | 6.10                 | 0.3         | 2.71                     | 0.9           | 8.81                       |
| 12  | «Two Pink Lines»                | 27 de enero de 2023     | 1.9        | 10.08                | —           | —                        | —             | —                          |
| 13  | «You Know Your Dragon Best»     | 3 de febrero de 2023    | 0.5        | 6.37                 | —           | —                        | —             | —                          |
| 14  | «A Fair to Remember»            | 10 de febrero de 2023   | 0.5        | 6.49                 | —           | —                        | —             | —                          |
| 15  | «False Promises»                | 3 de marzo de 2023      | 0.5        | 6.00                 | —           | —                        | —             | —                          |
| 16  | «My Kinda Leader»               | 10 de marzo de 2023     | 0.4        | 5.59                 | —           | —                        | —             | —                          |
| 17  | «A Cry for Help»                | 31 de marzo de 2023     | 0.4        | 5.27                 | —           | —                        | —             | —                          |
| 18  | «Off the Rails»                 | 7 de abril de 2023      | 0.4        | 6.09                 | —           | —                        | —             | —                          |
| 19  | «Watch Your Step»               | 21 de abril de 2023     | 0.4        | 5.82                 | —           | —                        | —             | —                          |
| 20  | «At the End of My Rope»         | 5 de mayo de 2023       | 0.3        | 5.32                 | —           | —                        | —             | —                          |
| 21  | «Backfire»                      | 12 de mayo de 2023      | 0.4        | 5.06                 | —           | —                        | —             | —                          |
| 22  | «I Know It Feels Impossible»    | 19 de mayo de 2023      | 0.4        | 5.32                 | —           | —                        | —             | —                          |

#### Temporada 2
| N.º | Título                       | Fecha de emisión      | ÍA (18–49) | Audiencia (millones) | DVR (18–49) | Audiencia DVR (millones) | Total (18–49) | Audiencia total (millones) |
| --- | ---------------------------- | --------------------- | ---------- | -------------------- | ----------- | ------------------------ | ------------- | -------------------------- |
| 1   | «Something's Coming»         | 16 de febrero de 2024 | 0.5        | 5.71                 | —           | —                        | —             | —                          |
| 2   | «Like Breathing Again»       | 23 de febrero de 2024 | 0.4        | 5.23                 | —           | —                        | —             | —                          |
| 3   | «See You Next Apocalypse»    | 1 de marzo de 2024    | 0.4        | 5.25                 | —           | —                        | —             | —                          |
| 4   | «Too Many Unknowns»          | 15 de marzo de 2024   | 0.4        | 5.06                 | —           | —                        | —             | —                          |
| 5   | «This Storm Will Pass»       | 5 de abril de 2024    | 0.4        | 4.95                 | 0.2         | 2.26                     | 0.6           | 7.21                       |
| 6   | «Alert the Sheriff»          | 12 de abril de 2024   | 0.4        | 5.05                 | 0.2         | 2.09                     | 0.6           | 7.14                       |
| 7   | «A Hail Mary»                | 26 de abril de 2024   | 0.3        | 5.06                 | 0.3         | 2.22                     | 0.6           | 7.28                       |
| 8   | «It's Not Over»              | 3 de mayo de 2024     | 0.4        | 5.00                 | 0.2         | 2.15                     | 0.6           | 7.15                       |
| 9   | «No Future, No Consequences» | 10 de mayo de 2024    | 0.3        | 4.67                 | 0.3         | 2.12                     | 0.6           | 6.78                       |
| 10  | «I Do»                       | 17 de mayo de 2024    | 0.4        | 5.22                 | 0.2         | 1.90                     | 0.6           | 7.12                       |

#### Temporada 3
| N.º | Título                               | Fecha de emisión        | ÍA (18–49) | Audiencia (millones) | DVR (18–49) | Audiencia DVR (millones) | Total (18–49) | Audiencia total (millones) |
| --- | ------------------------------------ | ----------------------- | ---------- | -------------------- | ----------- | ------------------------ | ------------- | -------------------------- |
| 1   | «What the Bride Said»                | 18 de octubre de 2024   | 0.4        | 4.55                 | 0.2         | 2.00                     | 0.5           | 6.55                       |
| 2   | «Firing Squad»                       | 25 de octubre de 2024   | 0.3        | 4.33                 | 0.2         | 1.94                     | 0.6           | 6.28                       |
| 3   | «Welcome to the Cult»                | 1 de noviembre de 2024  | 0.4        | 4.60                 | 0.3         | 2.04                     | 0.7           | 6.64                       |
| 4   | «Keep Your Cool»                     | 8 de noviembre de 2024  | 0.4        | 4.46                 | 0.2         | 1.92                     | 0.6           | 6.38                       |
| 5   | «Edgewater's About to Get Real Cozy» | 15 de noviembre de 2024 | 0.2        | 4.26                 | 0.3         | 2.01                     | 0.5           | 6.27                       |
| 6   | «Not Without My Birds»               | 22 de noviembre de 2024 | 0.4        | 4.74                 | 0.2         | 1.94                     | 0.6           | 6.68                       |
| 7   | «False Alarm»                        | 6 de diciembre de 2024  | 0.3        | 4.51                 | 0.3         | 1.95                     | 0.6           | 6.46                       |
| 8   | «Promise Me»                         | 13 de diciembre de 2024 | 0.3        | 4.54                 | 0.2         | 1.94                     | 0.5           | 6.49                       |
| 9   | «Coming in Hot»                      | 31 de enero de 2025     | 0.3        | 3.80                 | 0.2         | 1.81                     | 0.5           | 5.56                       |
| 10  | «The Leone Way»                      | 7 de febrero de 2025    | 0.3        | 4.34                 | 0.1         | 1.80                     | 0.4           | 6.14                       |
| 11  | «Fare Thee Well»                     | 14 de febrero de 2025   | 0.3        | 4.10                 | 0.2         | 1.71                     | 0.5           | 5.83                       |
| 12  | «I'm The One Who Just Goes Away»     | 21 de febrero de 2025   | 0.4        | 4.47                 | 0.2         | 1.81                     | 0.6           | 6.28                       |
| 13  | «My Team»                            | 28 de febrero de 2025   | 0.3        | 4.29                 | 0.2         | 1.78                     | 0.5           | 6.06                       |
| 14  | «Death Trap»                         | 7 de marzo de 2025      | 0.3        | 4.12                 | 0.2         | 1.77                     | 0.5           | 5.88                       |
| 15  | «One Last Time»                      | 14 de marzo de 2025     | 0.4        | 4.24                 | 0.2         | 1.66                     | 0.5           | 5.69                       |
| 16  | «Dirty Money»                        | 4 de abril de 2025      | 0.3        | 4.00                 | 0.2         | 1.87                     | 0.5           | 5.81                       |
| 17  | «Fire and Ice»                       | 11 de abril de 2025     | 0.3        | 4.21                 | 0.2         | 1.81                     | 0.4           | 6.03                       |
| 18  | «Eyes and Ears Everywhere»           | 18 de abril de 2025     | 0.4        | 4.30                 | 0.1         | 1.63                     | 0.5           | 5.93                       |
| 19  | «A Change in the Wind»               | 25 de abril de 2025     | 0.4        | 3.97                 | 0.2         | 1.57                     | 0.5           | 5.54                       |
| 20  | «I'd Do It Again»                    | 25 de abril de 2025     | 0.4        | 3.97                 | 0.2         | 1.57                     | 0.5           | 5.54                       |